# NGC 6480
NGC 6480 — группа звёзд в созвездии Скорпион.
Этот объект входит в число перечисленных в оригинальной редакции «Нового общего каталога».